# Danse amérindienne

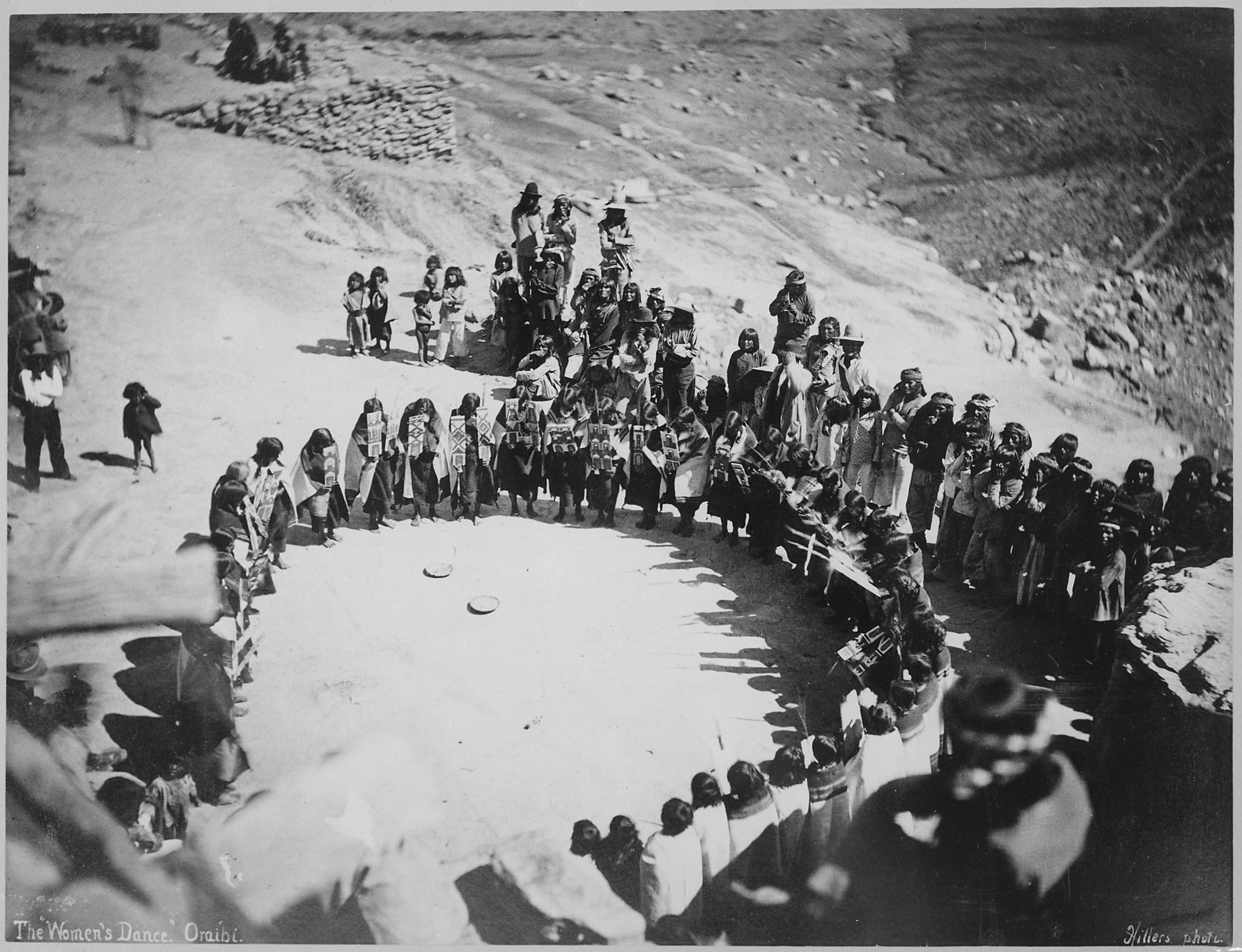
Danse de femmes Hopi en Arizona en 1879.

Il existe plusieurs variétés de danses chez les Amérindiens. Elles sont apparues bien avant l’arrivée des Européens en 1534. Elles racontent leurs légendes et leurs croyances.

## Les danses traditionnelles

### Description
Les danses traditionnelles autochtones étaient pratiquées avant l’arrivée des Blancs et se déroulaient quand les guerriers revenaient à leurs villages pour raconter en dansant l'histoire de leurs combats, et où les chasseurs mimaient la poursuite du gibier après une chasse fructueuse. Les costumes des danseurs sont souvent décorés de perles ou de piquants de porc-épic et comprennent une queue décorative en plumes d'aigle. Les danseurs peuvent aussi porter des objets symbolisant leur qualité de guerriers, tels que des boucliers, des armes, des bâtons ou des roues-médecines, qui leur rappellent l'exercice de la sagesse dans les quatre directions, l'unité et le cycle des choses. Ils sont jugés à leurs aptitudes à suivre la mesure, à garder le rythme du tambour et à s'arrêter avec la musique, les deux pieds au sol.

### La lente disparition des danses traditionnelles
À la fin des années 1870, les croyances ont été menacées par la loi sur les Indiens au Canada de 1876. Cette loi adoptée par le Parlement du Canada confère aux Amérindiens un statut équivalent à celui de citoyens mineurs. Il était illégal de pratiquer leur culture sous peine d’aller en prison. À la suite des agissements des Européens, la situation entre les Blancs et les Amérindiens devenait précaire.[pas clair] C’est dans une condition d’instabilité que surgit l'utopie amérindienne, l'idée qu'avec le retour des morts, le monde des Anciens renaîtra de ses cendres et les Européens-Canadiens regagneront leur terre natale ou périront dans quelque catastrophe terrestre ou cosmique que ce soit,.

### Danse de l’herbe
Les touffes d'herbe que les autochtones attachaient à la ceinture pour la danse de l'herbe sont remplacées dans le costume contemporain par des franges de couleur. Beaucoup de danseurs portent également une houppe, une ceinture corbeau et un sifflet en os d'aigle. Bien qu'il n'y ait pas de mouvements particuliers à exécuter, les danseurs doivent suivre le rythme du tambour et s'arrêter, les deux pieds au sol, en même temps que la musique. Ils doivent aussi toujours garder la tête en mouvement pour agiter leur houppe de plumes.

### Danse des Esprits
La danse des Esprits est un type de danse apparu aux États-Unis en 1890, qui avait pour but d’entraîner plusieurs peuples autochtones contre leur oppresseur. Elle a peu à peu touché le Canada et le Québec. Elle était pratiquée lors d’attroupements principalement dans les plaines et les vallées. Cette pratique rassemblait plusieurs peuples. Elle pouvait durer plusieurs jours. Les individus tombaient mort de fatigue puisqu’ils ne pouvaient ni boire ni manger durant cette pratique. Ils fermaient les yeux et le monde réel n'existait plus, ils se trouvaient dans un monde secondaire où les esprits vivaient et où les chefs de guerre s'allient aux chefs religieux. L'idée d'une rédemption, ou d’une réapparition par le retour des morts fait son chemin et la caractérise. Dans certains cas, des prophètes surgissent çà et là et prêchent la vision. On appelait cette insurrection la Danse des Esprits qui touchait davantage les Amérindiens des États-Unis. L’évocation du mot blanc lors de ces pratiques signifiait maléfique, malveillant et mauvais. Ils espéraient ainsi chasser les Européens de leur terre en demandant l’aide à l’autre côté.

#### Lors des danses
La plupart du temps, ils honoraient d’innombrables divinités et leurs dévotions tendaient bien souvent vers le fétichisme. Hormis l’Être-Éternel, les autochtones partageaient en commun la crainte des Mauvais-Esprits et ne s’occupaient guère des bons génies. Rangées en trois catégories, ces créatures irréelles imposaient une ligne de conduite bien précise. Rien ne pouvait émaner de mal du Grand-Esprit puisque lui seul ne se trompait pas. Le créateur atteignait la perfection et son jugement était toujours le bon.
Selon leurs croyances, un dieu créateur veille sur eux et tout ce qui existe. Dans toutes leurs actions, les Amérindiens tentent de conserver l'équilibre et l'harmonie entre les esprits. Pour maintenir l'équilibre et s'assurer la bienveillance des esprits, ils communiquent avec les mondes invisibles, en pratiquant certaines danses.

### Médiagraphie
- 500 Nations de Jack  Leustig